# الأرشفة الذاتية
عملية الأرشفة الذاتية هي قيام (المؤلف) بإيداع نسخة مجانية من مستند إلكتروني عبر الإنترنت بهدف توفير الوصول المفتوح إليها. يشير المصطلح عادةً إلى الأرشفة الذاتية للمقالات البحثية ومقالات المؤتمرات التي راجعها النظراء، بالإضافة إلى الأطروحات وفصول الكتب، حيث يتم إيداعها في مستودع المؤسسة الخاص بالمؤلف أو الأرشيف المفتوح بغرض زيادة إمكانية الوصول إليها واستخدامها وتأثير الاستشهاد (الاقتباس). الوصول المفتوح إلى المحتوى العلمي يمكن تحقيقه عبر نموذجين رئيسيين: الوصول المفتوح الأخضر والوصول المفتوح الذهبي. في الوصول المفتوح الأخضر يقوم الباحث بنشر النسخة النهائية أو نسخة ما قبل النشر من مقاله البحثي في مستودع رقمي مفتوح، مثل مستودع جامعي أو مستودع مؤسسة بحثيَة. حيث يُمكن للقراء الوصول إلى النسخة المفتوحة في المستودع بشكل حر ومجاني. أما الوصول المفتوح الذهبي، في هذا النموذج تُنشر المقالات مباشرة في مجلَات علميَة مفتوحة بحيث يمكن للجمهور الوصول إليها دون أية تكلفة. وغالبًا ما يتم تحمل تكاليف نشر المقال من قبل الباحث أو جهة أخرى، ويكون النص متاحًا على الإنترنت بشكل فوري.

## أصول
تم اقتراح مفهوم الأرشفة الذاتية لأول مرة بشكل صريح كممارسة عالمية من قبل ستيفان هارناد في منشوره عبر الإنترنت عام 1994 بعنوان "عرض مدمر" (نُشر لاحقًا في جمعية مكتبات الأبحاث)، على الرغم من أن علماء الكمبيوتر كانوا يمارسون الأرشفة الذاتية في أرشيفات بروتوكول نقل الملفات المجهولة منذ على الأقل في الثمانينيات (انظر سايت سير إكس)، وكان الفيزيائيون يقومون بذلك منذ أوائل التسعينيات على الويب (انظر أرخايف).
استُخدم مفهوم "الوصول الأخضر المفتوح" في عام 2004 لوصف "نمط النشر في مجلة غير مفتوحة، ولكن أيضًا أرشفتها بشكل ذاتي في أرشيف مفتوح". يمكن أرشفة المسودات المختلفة للورقة البحثية ذاتيًا، مثل النسخة الداخلية التي لا يراجعها النظراء، أو النسخة التي يراجعها النظراء المنشورة في مجلة. يتمكن الوصول الأخضر المفتوح من خلال الأرشفة الذاتية في البداية من خلال مستودعات المؤسسات أو التخصصات، حيث اعتمد عدد متزايد من الجامعات سياسات لتشجيع الأرشفة الذاتية. لا تقوم مستودعات الأرشفة الذاتية بمراجعة النصوص، على الرغم من أنها قد تحتوي على نسخ من المقالات التي راجعها النظراء. تتوقع مستودعات الأرشفة الذاتية أيضًا أن المؤلف الذي يقوم بالأرشفة الذاتية لديه الحقوق اللازمة للقيام بذلك، حيث قد يتم نقل حقوق الملكية -أي حقوق الطبع والنشر- إلى الناشر. لذلك قد يكون من الممكن فقط أرشفة النسخة الأولية للمقال ذاتيًا.

## تنفيذ
في حين أن حق أرشفة النسخ المراجعة بعد النشر غالبًا يتعلق بقوانين حقوق الملكية (إذا تم نقل الحقوق إلى الناشر)، فإن الحق في المطبوعات الأولية للأرشفة الذاتية هي مجرد مسألة تعتمد على سياسة المجلة العلمية.
أجريت دراسة عام 2003 بواسطة إليزابيث جاد، وتشارلز أوبنهايم، وستيف بروبتس من قسم علوم المعلومات في جامعة لوفبرا قاموا بتحليل اتفاقيات حقوق الطبع والنشر لدى 80 ناشرًا للمجلات العلميَة. ووجدوا أن 90% من ناشري المجلات طلبوا نقل حقوق الملكية بشكل معيَن، وأن 42.5% فقط سمحوا بأي شكل من أشكال أرشفة النصوص العلمية الذاتيًة. في عام 2014، سجل مشروع شيربا/روميو أن 70% من 1275 ناشرًا سمحوا ببعض أشكال الأرشفة الذاتية، بينما سمح 62% منهم بالأرشفة الذاتية للأوراق المنشورة قبل وبعد النشر. في عام 2017، سجل المشروع أن 2,375 ناشرًا سمحوا بنسبة 41% بالأرشفة الذاتية للنصوص العلمية قبل وبعد النشر، و33% سمحوا فقط بالأرشفة الذاتية للنصوص العلمية بعد النشر (أي النسخة النهائية بعد التقييم)، و6% من الناشرين سمحوا فقط بالأرشفة الذاتية للمطبوعات قبل النشر (أي النسخة قبل التقييم).
يؤيد الناشرون مثل مطبعة جامعة كامبريدج أو الاتحاد الجيوفيزيائي الأمريكي الأرشفة الذاتية للنسخة النهائية المنشورة من المقالة، وليس فقط للنسخ النهائية التي تمت مراجعتها من قبل النظراء.
تشمل مواقع الأرشفة الذاتية على الأرشيفات المؤسسية، والمستودعات القائمة على المواضيع، والمواقع الشخصية، ومواقع الشبكات الاجتماعية التي تستهدف الباحثين. يحاول بعض الناشرين فرض حظر على الأرشفة الذاتية؛ يمكن أن تتراوح مدة الحظر من 6 إلى 12 شهرًا أو أكثر بعد تاريخ النشر. بالنسبة للودائع المحظورة، تحتوي بعض الأرشيفات المؤسسية على زر "اطلب نسخة" حيث يمكن للمستخدمين من خلاله طلب نسخة ويمكن للمؤلفين تقديم نسخة واحدة بنقرة واحدة لكل منهم أثناء الحظر.
تعمل مواقع برامج إدارة المراجع الاجتماعية مثل مندلي، وأكاديميا.إدو، وبوابة الأبحاث على تسهيل المشاركة بين الباحثين. ولكن غالبًا ما تتعرض هذه الخدمات للنقد لاستخدام مساهمات العلماء لأغراض تجارية، بالإضافة لانتهاك حقوق الطبع والنشر. كما أنها مستهدفة من قبل الناشرين بسبب امتثالها لحقوق الطبع والنشر، مثلما حدث عندما أصدرت شركة إلزيفير (التي اشترت مندلي) إشعارات إزالة بموجب قانون حقوق النشر الرقمية للألفية إلى أكاديميا.إدو لاستضافة أوراق علمية. لا تفي خدمات الشبكات الاجتماعية أيضًا بمتطلبات العديد من سياسات الأرشفة الذاتية من ممولي المنح والمجلات والمؤسسات.
في عام 2013، أنشأت ألمانيا أساسًا قانونيًا للوصول الأخضر المفتوح عن طريق تعديل حق النشر الثانوي في قانون حقوق الطبع والنشر الألمانية، مما يمنح العلماء والباحثين الحق القانوني في أرشفة منشوراتهم ذاتيًا على الإنترنت، حتى لو وافقوا على نقل جميع عمليات الاستغلال إلى الناشر. ينطبق حق النشر الثانوي على نتائج الأبحاث الممولة من القطاع العام بشكل أساسي، بعد مرور 12 شهرًا من النشر الأول. ولا يمكن التنازل عن هذا الحق، ونسخة المؤلف مؤرشفة ذاتياً.

## أنظر أيضا
- أرشيف الإنترنت
- ولاية الوصول المفتوح
- سجل مستودعات الوصول المفتوح (ROAR)
- اقتراح تخريبي
- قائمة المجلات الأكاديمية

## روابط خارجية
- "Self-Archiving FAQ for the Budapest Open Access Initiative (BOAI)". مؤرشف من الأصل في 2023-07-29.
- "Publisher copyright policies & self-archiving". SHERPA/RoMEO. مؤرشف من الأصل في 2023-07-30.
- "ROARMAP: Registry of Open Access Repositories Mandatory Archiving Policies". مؤرشف من الأصل في 2023-07-21.
- "Green Open Access FAQ". 6 نوفمبر 2016. مؤرشف من الأصل في 2024-01-17.